# Dragostea din tei
«Dragostea din tei» ([ˈdraɡoste̯a din tej], с рум. — «Любовь из липы (липовая любовь)») — песня молдавской поп-группы O-Zone с альбома DiscO-Zone, выпущенная в 2003 году. Наиболее известная песня группы, принёсшая им мировой успех.

## О композиции
«Dragostea Din Tei» написана лидером группы Даном Баланом. Пробыв четыре недели в национальном чарте в сентябре 2003 года, песня начала терять позиции. Популярности песни в Европе поспособствовала нелегальная кавер-версия румынской певицы Haiducii, записанная в январе 2004 года и покорившая танцевальные чарты Швеции, Австрии и Италии. Итальянский лейбл Time Records заключил с O-Zone годовой контракт, и, выйдя официально в Италии, песня быстро была выпущена по всей Европе под лейблом Polydor Records и стала мировым хитом. В России по итогам года песня заняла 50-е место в чарте радио DFM и 27-е место в чарте Европы Плюс.
Сингл попал в Eurochart Hot 100, где продержался 12 недель, с июня до сентября 2004. Занимал первую строчку чарта в течение 14 и 15 недель в Германии и Франции соответственно, а также третью строчку в Британии. Всего же сингл «Dragostea Din Tei» покорил чарты 27 стран и разошёлся тиражом в 8 000 000 экземпляров, что делает его одним из самых успешных синглов в истории.
Песня включена в саундтрек фильма «Делай ноги 2» и мультфильма «Аэротачки». В 2017 году O-Zone исполнили «Dragostea Din Tei» на концертах в Бухаресте и Кишинёве.

### Текст
Написана на румынском языке. В песне повторяется строка «nu mă, nu mă iei» (ну мэ, ну мэ ей), поэтому песню очень часто называют «Numa Numa». «nu mă» означает «не меня», а «nu mă iei» — «не берёшь меня», а строка целиком переводится как «не меня, ты не берёшь меня с собой»:
Vrei să pleci dar nu mă, nu mă iei,

Nu mă, nu mă iei, nu mă, nu mă, nu mă iei.

Chipul tău și dragostea din tei,

Mi-amintesc de ochii tăi.
что переводится так:
Ты хочешь уйти, но ты не берёшь меня с собой,

Нет, ты не берёшь меня с собой, не берёшь меня с собой, нет,

Твоё лицо и любовь под липами

Напоминают мне о твоих глазах.
Существует также англоязычная версия песни. Английский вариант текста строится вокруг строчки «It’s me, Picasso» и повествует об артисте, потерявшем свою музу. Англоязычная версия была исполнена Даном Баланом совместно с Лукасом Прато 22 февраля 2005 года в эфире программы The Today Show.
На музыку песни также записан португалоязычный текст под названием «Festa no Apê». Португальскую версию исполняет бразильский певец Латино.
12 сентября 2018 состоялась премьера нового сингла Дана Балана «Numa Numa 2», являющегося переделкой «Dragostea Din Tei» на африканский лад.

## Список композиций
CD-сингл
1. «Dragostea din tei» (original Romanian version) — 3:33
2. «Dragostea din tei» (DJ Ross Radio RMX) — 4:15

CD макси-сингл
1. «Dragostea din tei» (original Romanian version) — 3:33
2. «Dragostea din tei» (DJ Ross Radio RMX) — 4:15
3. «Dragostea din tei» (DJ Ross Extended RMX) — 6:22
4. «Dragostea din tei» (original Italian version) — 3:35
5. «Dragostea din tei» (Unu' in the Dub Mix) — 3:39

## Чарты и сертификаты

### Сертификаты
| Страна     | Сертификат        | Продажи   |
| ---------- | ----------------- | --------- |
| Австрия    | платиновый        | #         |
| Бельгия    | 2 × платиновый    | 100 000   |
| Германия   | 2 × платиновый    | 600 000   |
| Дания      | золотой           | 4 000     |
| Нидерланды | платиновый        | 60 000    |
| США        | золотой           | 500 000   |
| Франция    | бриллиантовый     | 1 101 000 |
| Швейцария  | платиновый        | 40 000    |
| Швеция     | золотой           | 10 000    |
| Япония     | 2 × бриллиантовый | 4 395 000 |

## Пародии

### Numa Numa Dance
Феномен Numa Numa начался, когда Гэри Бролсма выложил свой флеш-ролик Numa Numa Dance на сайт Newgrounds.com, 6 декабря 2004. В ролике Gary играет вокальную-дрыгательную пантомиму под песню «Dragostea Din Tei». К 25 февраля 2005 ролик был просмотрен более 2 миллионов раз только с этого сайта.

### Maiyahi
Бролсма сказал в интервью: «…Я видел его [„Dragostea din tei“] в другой (думаю, японской) флеш-анимации, с кошками». Это флеш-мультик Maiyahi, сделанный пользователем сайта albinoblacksheep.com под ником ikari. Мультик содержит много шуток, основанных на игре слов — румынские слова читаются как японские и английские, в частности, рефрен «nu mă, nu mă» трактуется как японское «Пей! Пей!» (яп. 飲ま noma noma). Кошки в Maiyahi нарисованы по образцу Monā, известного персонажа Shift JIS-графики.
Существует и другой японский флеш-ролик на ту же песню, с такими же кошками и похожими шутками.

### Другие пародии
Этот интернет-феномен породил множество пародий, выложенных на Newgrounds, Google Видео, YouTube и др., в том числе пародии с «плохо расслышанными словами» («numa numa misheard lyrics»), где текст песни немного искажён. Также пародия на этот феномен имеется в эпизоде «Канада бастует» мультсериала «Южный парк».
Группа «Наследие Вагантов» написала на музыку «Dragostea Din Tei» текст шуточной песни «Покупайте наши DVD». Вадим Степанцов исполнил «Dragostea din tei» со словами песни «Ой, мороз, мороз». Грайндкор-группа «Виноградный День» перепела небольшой отрывок песни с изменённым текстом в своем треке «Mathcore». В 2004 году на группу и песню пародию сделали в передаче «Джентльмен-шоу».
Широкое распространение получил ролик под названием Idiot.wmv, где немецкий DJ с очень прочной головой (Rotterdam/Friki) танцует под песню Numa Numa, потом под немецкие песни, а в конце разбивает пластинку о свою голову.
В 2004 году Дмитрий Нагиев исполнил пародию на эту песню под названием «Я её хой» («Я танцую пьяный на столе») совместно с группой «Русский Размер» и Профессором Лебединским. В свою очередь, на эту пародию группа «Красная плесень» сделала собственную пародию — «Я валяюсь пьяный на столе», включённую в альбом музыкальных пародий «СОЮЗ популярных пародий 1.000.000» (2005 год).
В 2020 году компания AliExpress Russia совместно с Максимом Галкиным выпустили пародию на «Dragostea Din Tei» для рекламы интернет-магазина AliExpress.
В 2023 году берлинская транспортная организация Berliner Verkehrsbetriebe (BVG) выпустила сатирическую пародию на данную песню с целью набора нового персонала на работу.

### Кавер-версии
Самую популярную кавер-версию «Dragostea Din Tei» исполнила румынская певица Mira. Также кавер на эту песню вошёл в альбом «Memento Mori» немецкой группы Feuerschwanz.